# Coupe du monde de combiné nordique 2017-2018
Navigation
2016-2017 2018-2019
La coupe du monde de combiné nordique 2017-2018 est la 35e édition de la coupe du monde de combiné nordique, compétition de combiné nordique organisée annuellement. Elle se déroule du 24 novembre 2017 au 23 mars 2018.
Les courses de la compétition ont lieu entre le 24 novembre 2017 et le 23 mars 2018 en onze étapes dans sept pays. Seuls les épreuves d'Otepaa en Estonie sont annulées par manque de neige. Aucune course n'est disputée en raison des Jeux olympiques qui est l'objectif majeur de nombreux athlètes de la saison.
Le Japonais, Akito Watabe, remporte la compétition pour la première fois après trois deuxièmes places et trois troisièmes places. Il succède à Eric Frenzel quintuple vainqueur consécutif du globe de cristal. Il devance le Norvégien Jan Schmid et l'Allemand Fabian Riessle.

## Organisation de la compétition

### Programme et sites de compétition
Le calendrier de la saison prévoit 28 épreuves. Elles se déroulent en douze étapes, sur autant de sites de compétition.

Les sites de compétitions se trouvent tous en Europe, sauf un au Japon :
- Norvège : trois sites (Lillehammer, Oslo & Trondheim) ;
- Autriche : deux sites (Ramsau & Seefeld) ;
- Finlande : deux sites (Ruka et Lahti) ;
- Allemagne : deux sites (Schonach et Klingenthal) ;
- France : un site (Chaux-Neuve) ;
- Japon : un site (Hakuba) ;
- Italie : un site (Val di Fiemme) ;
- Estonie : un site (Otepää).

### Format des épreuves
Il y a 28 courses au programme de la coupe du monde et il s'agit d'un record. Sur les 28 épreuves prévues, le calendrier compte vingt-deux épreuves individuelles, trois épreuves par équipes et trois sprints par équipes.

#### Individuel
Les athlètes exécutent premièrement un saut sur un tremplin suivi d’une course de ski de fond de 5 km, 10 km ou 15 km,. À la suite du saut, des points sont attribués pour la longueur et le style. Le départ de la course de ski de fond s'effectue selon la méthode Gundersen, le coureur occupant la première place du classement de saut s’élance en premier, et les autres s’élancent ensuite dans l’ordre fixé. Le premier skieur à franchir la ligne d’arrivée remporte l’épreuve,.
Les trente premiers athlètes à l'arrivée marquent des points suivants la répartition suivante :
| Place | Points | Place | Points | Place | Points |
| ----- | ------ | ----- | ------ | ----- | ------ |
| 1er   | 100    | 11e   | 24     | 21e   | 10     |
| 2e    | 80     | 12e   | 22     | 22e   | 9      |
| 3e    | 60     | 13e   | 20     | 23e   | 8      |
| 4e    | 50     | 14e   | 18     | 24e   | 7      |
| 5e    | 45     | 15e   | 16     | 25e   | 6      |
| 6e    | 40     | 16e   | 15     | 26e   | 5      |
| 7e    | 36     | 17e   | 14     | 27e   | 4      |
| 8e    | 32     | 18e   | 13     | 28e   | 3      |
| 9e    | 29     | 19e   | 12     | 29e   | 2      |
| 10e   | 26     | 20e   | 11     | 30e   | 1      |

#### Épreuve par équipes
Chaque équipe comprend quatre coureurs qui effectuent individuellement un saut sur le tremplin. On additionne ensuite les résultats de chaque membre de l’équipe. L’équipe qui obtient le pointage total le plus élevé sera la première équipe à partir dans la partie du ski de fond qui consiste en un relais 4 × 5 kilomètres. Comme dans les épreuves individuelles, on détermine les temps de départ dans un ordre fixés selon le tableau de Gundersen. L’équipe dont le premier skieur franchit la ligne d’arrivée remporte l’épreuve,.
Les nations ne peuvent engager qu'une équipe pour cette épreuve. Les huit premières équipes à l'arrivée marquent des points suivants la répartition suivante:
| Place  | 1er | 2e  | 3e  | 4e  | 5e  | 6e  | 7e  | 8e |
| ------ | --- | --- | --- | --- | --- | --- | --- | -- |
| Points | 400 | 350 | 300 | 250 | 200 | 150 | 100 | 50 |

#### Sprint par équipes
Cette épreuve est composée par équipe de deux. Les deux athlètes effectuent un saut chacun et des points sont attribués pour la longueur et le style. Le départ de la course de fond s'effectue selon la cotation suivante (1 point = 2 secondes). Un des athlètes occupant la première place du classement de saut s’élance en premier, et les autres s’élancent ensuite dans l’ordre fixé. La course de fond de 2 × 7,5 kilomètres avec changement d’athlète tous les 1,5 kilomètre. Le premier athlète à franchir la ligne d’arrivée permet à son équipe de remporter l’épreuve.
Les nations ne peuvent engager plus de deux équipes pour cette épreuve. Les huit premières équipes à l'arrivée marquent des points suivants la répartition suivante:
| Place  | 1er | 2e  | 3e  | 4e  | 5e  | 6e | 7e | 8e |
| ------ | --- | --- | --- | --- | --- | -- | -- | -- |
| Points | 200 | 175 | 150 | 125 | 100 | 75 | 50 | 25 |

#### Ruka Tour
Le Ruka Tour est un évènement de la saison avec un règlement spécifique. La compétition se déroule sur trois jours consécutifs avec une course par jour. Trois Gundersen sont au programme : le premier avec une course de ski de fond de 5 km et les deux suivants avec une course de 10 km.
Lors des « Ruka Tour », le système de points est identique aux autres courses de la saison. La dotation financière est par contre spécifique à l'événement.

#### Les Trois Jours du combiné nordique
Il s'agit d'un « temps fort » de la saison avec un règlement spécifique. La compétition se déroule sur trois jours consécutifs avec une course par jour. Les résultats se reportent de jour en jour : quatre secondes de retard sur le vainqueur du jour valent une pénalité d'un point lors du concours de saut du lendemain. Le vainqueur des Trois Jours est l'athlète qui passe la ligne en premier lors de la troisième course. Lors du premier jour, tous les athlètes peuvent participer à la course qui est composé d'un saut et de 5 kilomètres en ski de fond. Le deuxième jour, les cinquante premiers athlètes de la première course peuvent concourir à l'épreuve qui est composée d'un saut et de 10 kilomètres en ski de fond. Lors du dernier jour, les trente meilleurs athlètes de la veille participent à la course qui est composée de deux sauts et de 15 kilomètres en ski de fond.
Lors des Trois Jours du combiné nordique, le système de points est différent des autres courses de la saison, la répartition est de la façon suivante :
| Place | Jour 1 et jour 2 | Jour 3 | Place | Jour 1 et jour 2 | Jour 3 | Place | Jour 1 et jour 2 | Jour 3 |
| ----- | ---------------- | ------ | ----- | ---------------- | ------ | ----- | ---------------- | ------ |
| 1er   | 50               | 200    | 11e   | 12               | 48     | 21e   | 5                | 20     |
| 2e    | 40               | 160    | 12e   | 11               | 44     | 22e   | 5                | 18     |
| 3e    | 30               | 120    | 13e   | 10               | 40     | 23e   | 4                | 16     |
| 4e    | 25               | 100    | 14e   | 9                | 36     | 24e   | 4                | 14     |
| 5e    | 23               | 90     | 15e   | 8                | 32     | 25e   | 3                | 12     |
| 6e    | 20               | 80     | 16e   | 8                | 30     | 26e   | 3                | 10     |
| 7e    | 18               | 72     | 17e   | 7                | 29     | 27e   | 2                | 8      |
| 8e    | 16               | 64     | 18e   | 7                | 26     | 28e   | 2                | 6      |
| 9e    | 15               | 58     | 19e   | 6                | 24     | 29e   | 1                | 4      |
| 10e   | 13               | 52     | 20e   | 6                | 22     | 30e   | 1                | 2      |

### Dotation financière
Les sommes suivantes sont versées aux athlètes après chaque course,,:
| Place                                               | 1er    | 2e     | 3e    | 4e    | 5e    | 6e    | 7e    | 8e    | 9e    | 10e   | 11e   | 12e   | 13e   | 14e   | 15e   | 16e   | 17e   | 18e   | 19e   | 20e   |
| --------------------------------------------------- | ------ | ------ | ----- | ----- | ----- | ----- | ----- | ----- | ----- | ----- | ----- | ----- | ----- | ----- | ----- | ----- | ----- | ----- | ----- | ----- |
| Épreuve individuelle                                | 8 000  | 6 000  | 4 000 | 2 500 | 2 000 | 1 500 | 1 300 | 1 100 | 920   | 800   | 700   | 650   | 600   | 550   | 510   | 460   | 430   | 400   | 380   | 350   |
| Épreuve par équipes                                 | 16 000 | 10 000 | 4 000 |       |       |       |       |       |       |       |       |       |       |       |       |       |       |       |       |       |
| Sprint par équipes                                  | 12 000 | 8 000  | 4 000 | 3 000 | 2 000 | 1 000 |       |       |       |       |       |       |       |       |       |       |       |       |       |       |
| Jour 1, 2 et 3 du « Ruka Tour »                     | 5 000  | 3 000  | 2 000 |       |       |       |       |       |       |       |       |       |       |       |       |       |       |       |       |       |
| Classement général du « Ruka Tour »                 | 15 000 | 10 000 | 7 500 | 3 750 | 3 250 | 3 071 | 2 887 | 2 714 | 2 550 | 2 398 | 2 255 | 2 120 | 1 995 | 1 875 | 1 760 | 1 655 | 1 570 | 1 470 | 1 380 | 1 300 |
| Jour 1 et 2 des « Trois jours du combiné nordique » | 4 000  | 3 000  | 2 000 | 1 250 | 1 000 | 750   | 650   | 550   | 460   | 400   | 350   | 325   | 300   | 275   | 255   | 230   | 215   | 200   | 190   | 175   |
| Jour 3 des « Trois jours du combiné nordique »      | 16 000 | 12 000 | 8 000 | 5 000 | 4 000 | 3 000 | 2 600 | 2 200 | 1 840 | 1 600 | 1 400 | 1 300 | 1 200 | 1 100 | 1 020 | 920   | 860   | 800   | 760   | 700   |

Il y a 7 000 CHF pour le meilleur fondeur et la même somme pour le meilleur sauteur. En raison de l'annulation des compétitions d'Otepaa, la dotation est réduite. La répartition de la dotation pour le classement général de la compétition est la suivante,:
| Place              | 1er    | 2e    | 3e    | 4e    | 5e    | 6e    |
| ------------------ | ------ | ----- | ----- | ----- | ----- | ----- |
| Classement général | 14 440 | 9 500 | 5 700 | 3 800 | 2 660 | 1 900 |

## Compétition

### Avant-saison

#### Athlètes qualifiés
Le nombre de participants autorisés par nations est calculé après chaque période (la saison est divisée en quatre périodes) en fonction :
- du FIS World Ranking qui est un indicateur qui prend notamment en compte le classement général de la compétition
- le classement de la coupe continentale

Le quota maximal est de 11 athlètes.
Sont sélectionnables :
- les athlètes nés avant l'an 2002 ;
- les athlètes ayant inscrits des points en coupe du monde ;
- les athlètes ayant inscrits des points en coupe continentale lors de la saison en cours ou lors de la saison précédente ;
- les médaillés dans les épreuves individuelles des précédents Championnats du monde junior. Ils ne se sont sélectionnables que jusqu'au début des Championnats du monde junior.

#### Athlètes participants et favoris
Les athlètes allemands Eric Frenzel, Johannes Rydzek et Fabian Rießle font partie des favoris de la compétition. Akito Watabe, Mario Seidl, les finlandais Eero Hirvonen et Ilkka Herola, Magnus Moan ou encore Maxime Laheurte sont annoncés comme des outsiders. Jason Lamy-Chappuis, quatre fois vainqueur de la compétition, effectue son retour après deux ans de pause.
Jakob Lange et Bernhard Gruber, blessés, vont manquer une partie de la saison. L'Italien Samuel Costa est forfait en raison d'une opération à un genou.
Durant l'entre saison, Mitja Oranic est nommé entraîneur en chef de l'équipe de Slovénie. Tomaz Druml, mis à l'écart par l'Autriche, décide de concourir pour la Slovénie. L'entraîneur américain, John Jarrett (en), quitte son poste après quinze ans. Il a notamment contribué aux résultats des Jeux olympiques de 2010 où les Américains avaient remporté quatre médailles. Martin Bayer lui succède.
L'équipe norvégienne a profité de l'intersaison pour apporter des changements dans son fonctionnement.

### Déroulement de la compétition

#### Ruka

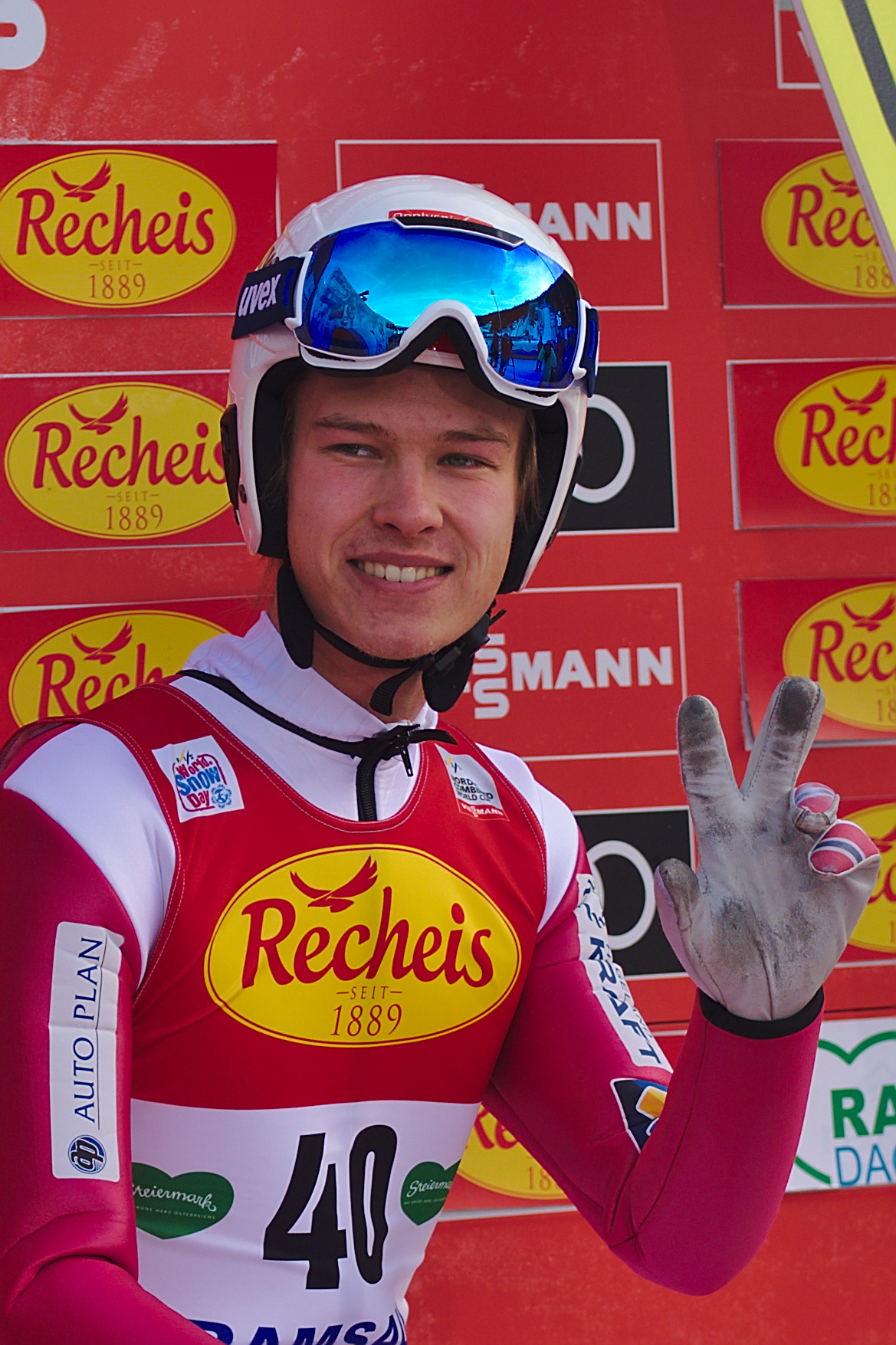
Espen Andersen remporte sa première épreuve de coupe du monde à Ruka.

Les courses de Ruka sont regroupées dans un « Ruka Tour ». Une dotation spécifique pour cet événement est mise en place. L'objectif est d'attirer plus d'attention de la part des médias pour le lancement de la saison.
Lors de la première course de la saison, les conditions de vents sont changeantes et difficiles,. L'autrichien Mario Seidl domine le concours grâce à un saut de 131 mètres. Il devance de 4 secondes Espen Andersen qui a réalisé le plus long saut du jour (132 mètres). Akito Watabe est troisième mais à 33 secondes grâce à un saut de 125 mètres. Les quatre autres athlètes qui sont à moins d'une minute avant la course de ski de fond sont Martin Fritz, Wilhelm Denifl, Jan Schmid et Jørgen Graabak. Au contraire, le favori du classement général de la compétition, Eric Frenzel est très loin. Ainsi il décide de déclarer forfait pour la course de ski de fond de 5 km. D'autres athlètes comme Jason Lamy-Chappuis ou David Pommer font le même choix. Lors de la course de ski de fond, Espen Andersen et Mario Seidl font la course en tête pendant la première moitié de la course. Ils devancent un groupe de poursuivants composés d'Akito Watabe, de Jan Schmid et de Willi Denifl. Dans la seconde moitié de la course, Espen Andersen lâche Mario Seidl et l'emporte. Mario Seidl se fait doubler par Jan Schmid puis par Akito Watabe et termine quatrième. Il s'agit de la première victoire ainsi que du premier podium d'Espen Andersen en coupe du monde,. Il s'agit de la première course depuis décembre 2015 où il n'y aucun allemand sur le podium.
Contrairement à la veille, le concours de saut se déroule dans de bonnes conditions. Akito Watabe réalise un saut à 142,5 m ce qui lui permet de compter 16 secondes d'avance sur l'autrichien Wilhelm Denifl. Maxime Laheurte est juste derrière à 18 secondes. Le plus long saut du jour est réalisé par Antoine Gérard qui a sauté à 143 mètres ce qui lui permet d'être cinquième à 32 secondes. Le vainqueur de la veille, Espen Andersen et Johannes Rydzek sont tous les deux à 50 secondes. Eric Frenzel a réussi un meilleur saut que la veille et il est onzième à une minute et vingt secondes. Lors de la course de ski de fond, Akito Watabe fait la course seul en tête et il n'est jamais rejoint. Derrière, un groupe de huit poursuivants se forme dans le second tour mais l'entente n'est pas bonne,. Au sprint, Eero Hirvonen domine Johannes Rydzek et Jan Schmid.
Lors de la troisième compétition, Maxime Laheurte réalise 145 mètres ce qui lui permet de prendre la tête. Il devance Espen Andersen de 10 secondes grâce à un saut à 144 mètres. Mario Seidl et Akito Watabe sont respectivement 3e et 4e à 20 secondes et 21 secondes. Plusieurs skieurs rapides, tels que Antoine Gérard, Johannes Rydzek et Jørgen Graabak, sont à environ une minute après le saut à ski. Eric Frenzel est quant à lui à une minute et 27 secondes. Lors de la course de ski de fond, les quatre athlètes en tête après le saut se regroupe. Cependant un groupe de poursuivants les rattrape après 7,5 kilomètres et onze athlètes se retrouvent en tête de la course. Arttu Mäkiaho est le premier athlète lâché. Ensuite Jørgen Graabak chute dans la dernière montée et Akito Watabe ne peut l'éviter. Dans le sprint final, Johannes Rydzek l'emporte devant Eric Frenzel et Eero Hirvonen. Malgré sa chute, Akito Watabe termine onzième ce qui lui permet de conserver la tête du classement général ainsi que de remporter le « Ruka Tour ».

#### Lillehammer

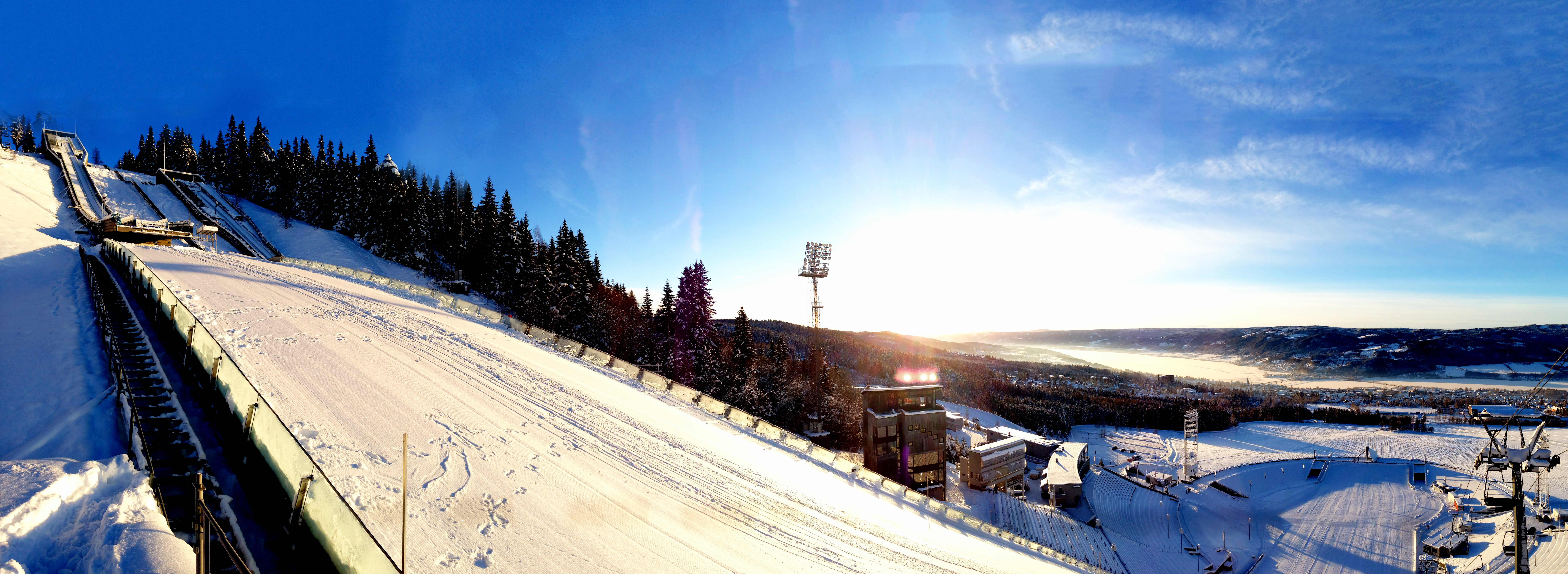
Panorama du tremplin de Lillehammer

À domicile, l'équipe norvégienne composée de Jørgen Graabak, de Jarl Magnus Riiber, de Jan Schmid et d'Espen Andersen domine le concours de saut. Jarl Magnus Riiber a réalisé le plus long du concours avec 102,5 mètres et Jørgen Graabak le plus long saut de son groupe (97 mètres). Les Allemands sont deuxièmes à 46 secondes notamment grâce au bon saut d'Eric Frenzel. Le saut d'Akito Watabe à 99 mètres permet au Japon d'être troisième à 50 secondes de la tête. Derrière, il y a la France, l'Autriche et la Finlande qui sont à plus d'une minute. Lors de la course de fond, Jan Schmid réussit à ne concéder que quinze secondes sur Eric Frenzel lors du premier relais. À la fin du deuxième relais, Johannes Rydzek n'est plus qu'à dix-sept secondes de la Norvège. Dans le troisième, Vinzenz Geiger réussit à rattraper le Norvégien Jarl Magnus Riiber et tout se joue dans le dernier relais entre Jørgen Graabak et Fabian Rießle. Tout se joue au sprint et c'est le Norvégien qui s'impose finalement. Derrière, quatre pays se disputent la dernière place sur le podium : le Japon, la France, l'Autriche et la Finlande. Dans le troisième relais, Mario Seidl est décroché et l'Autriche termine finalement 6e. Dans le dernier relais, Yoshito Watabe est lâché et la troisième place se joue entre Eero Hirvonen pour la Finlande et Jason Lamy-Chappuis pour la France, à l'avantage de cette dernière. Tomaz Druml dispute à l'occasion de cette course sa dernière course de sa carrière. En effet, il doit arrêter celle-ci en raison de problèmes cardiaques.
Le lendemain, Espen Andersen domine le concours de saut disputé dans des conditions difficiles grâce à un saut de 138 mètres. Il devance ses compatriotes Espen Bjørnstad et Harald Johnas Riiber qui sont respectivement à 18 secondes et à 27 secondes. Akito Watabe est huitième à 48 secondes juste devant Jørgen Graabak. Eric Frenzel est 26e à une minute et 30 secondes. Plusieurs athlètes rapides sur les skis comme Bryan Fletcher, Vinzenz Geiger, Leevi Mutru ou encore Mikko Kokslien n'ont pas réussi à se qualifier pour la course de ski de fond. Lors de la course, Espen Andersen fait la course seul en tête et l'emporte. Derrière lui, un groupe de poursuivants se forme et celui-ci est notamment composé d'Akito Watabe, de Wilhelm Denifl et des Norvégiens Jørgen Graabak et de Jan Schmid. Ceux-ci ne collaborent pas afin de ne pas revenir sur leur compatriote. Au début du dernier tour, Espen Andersen compte 40 secondes sur un groupe de treize concurrents. Dans le dernier tour, Jan Schmid attaque et il est suivi par Jørgen Graabak, Johannes Rydzek, Alessandro Pittin et Akito Watabe. Finalement, Espen Andersen l'emporte avec seulement trois secondes d'avance sur ses deux compatriotes Jan Schmid et Jørgen Graabak. Le Japonais Go Yamamoto termine 7e ce qui est la meilleure performance de sa carrière. Espen Andersen reprend le maillot jaune de leader de la coupe du monde.

#### Ramsau

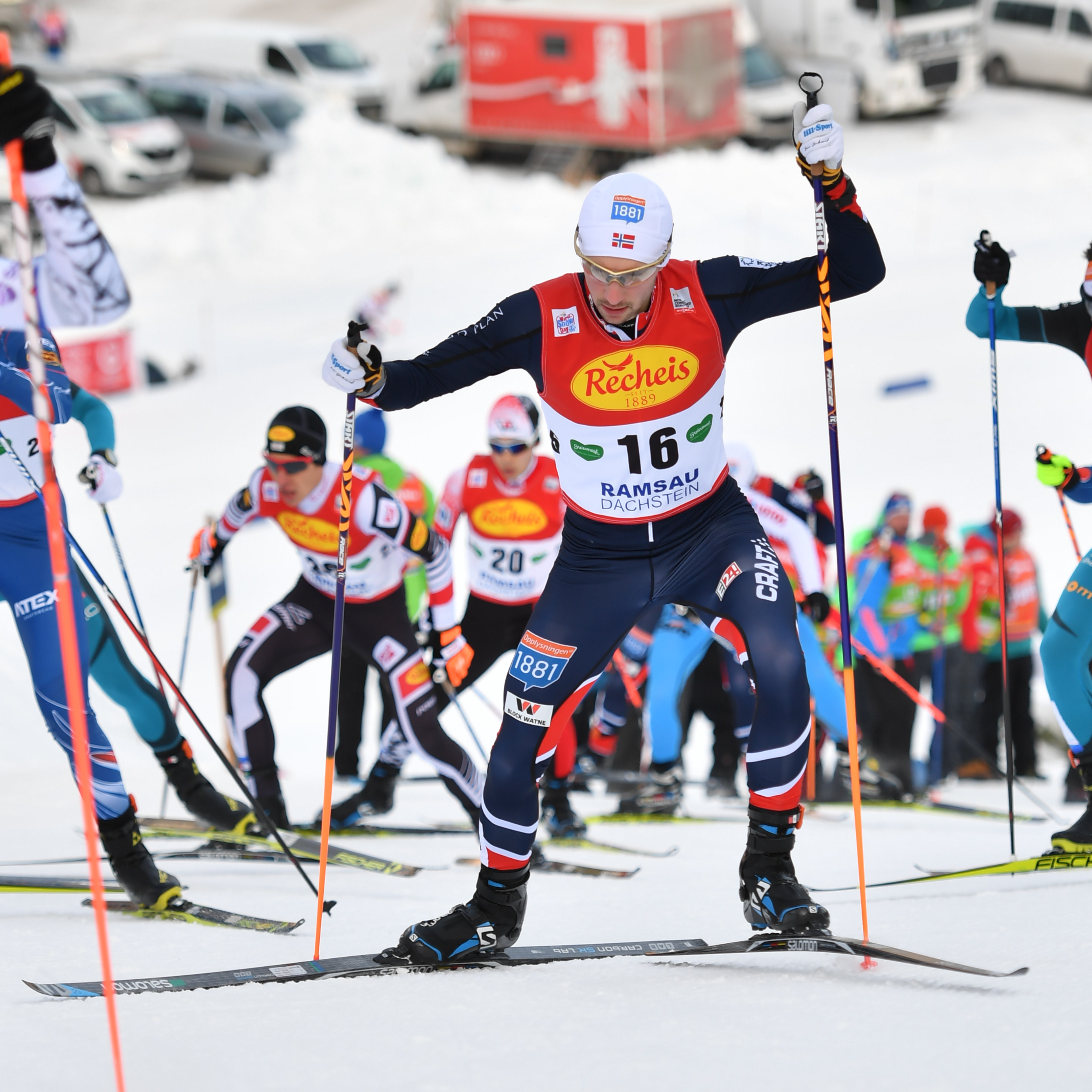
Jan Schmid profite des courses de Ramsau pour prendre la tête du classement général de la compétition pour la première fois à 34 ans.

Le 16 décembre 2017, le concours de saut se déroule dans des conditions de vents difficiles. Taihei Kato domine ce concours grâce à un saut de 97 mètres. Il devance de huit secondes le Tchèque Tomas Portyk et de 12 secondes les Allemands Eric Frenzel et Vinzenz Geiger. Les écarts sont faibles et il y a 24 athlètes à moins d'une minute au départ de la course de fond. Lors de la course de fond, un groupe d'une dizaine d'athlètes se forment en tête de la course. Petit à petit des athlètes sont lâchés tel que Jarl Magnus Riiber, Taihei Kato, Franz-Josef Rehrl, Espen Andersen ou encore Tomas Portyk. Dans le dernier tour, Jan Schmid attaque mais il est doublé par Eric Frenzel et Fabian Rießle. Il s'agit de la 42e victoire d'Eric Frenzel en coupe du monde.
Le lendemain, les conditions de vents sont trop mauvaises pour disputer l'intégralité du concours de saut à ski,. Par conséquent, c'est le saut de réserve disputé le vendredi qui est utilisé. Jørgen Graabak est en tête et il possède une seconde d'avance sur un duo composé de Jarl Magnus Riiber et de l'Allemand Luis Lehnert. Les écarts sont très faibles avec Johannes Rydzek qui est 14e à 42 secondes ou Alessandro Pittin qui est 36e à une minute et 12 secondes. Eric Frenzel, fiévreux, ne prend pas le départ. Lors de la course de fond, Jørgen Graabak et Jarl Magnus Riiber font le premier tour en tête avant d'être rejoint par un groupe de poursuivants notamment composé de Jan Schmid, Fabian Rießle et d'Eero Hirvonen. Dans le dernier tour, Johannes Rydzek et Alessandro Pittin reviennent sur le groupe de tête. Fabian Rießle attaque et seul l'Italien peut le suivre mais finalement l'Allemand remporte au sprint sa sixième victoire en coupe du monde. Eero Hivonen termine troisième devant Jan Schmid qui prend le dossard jaune de leader de la coupe pour la première fois de sa carrière à 34 ans.

#### Val di Fiemme

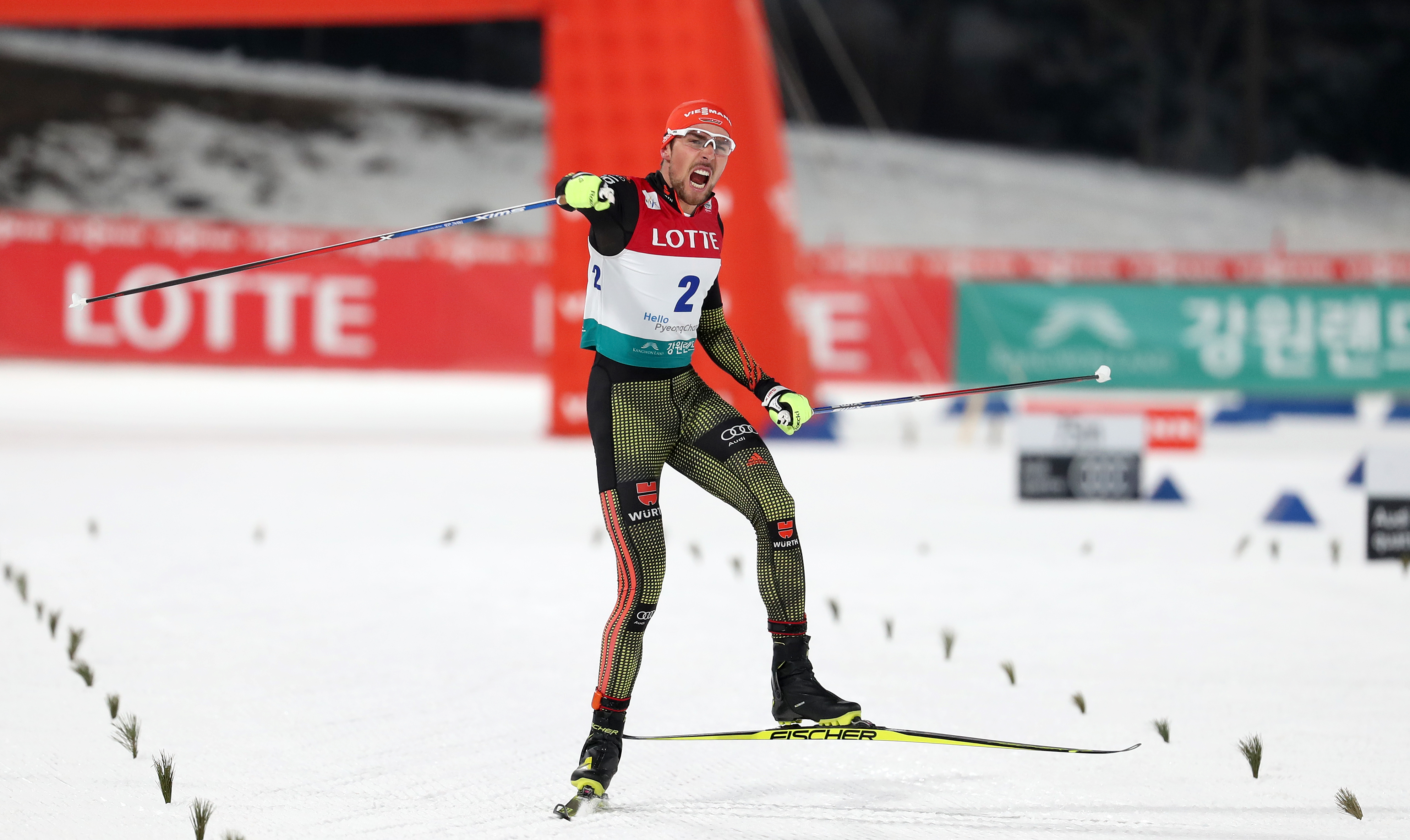
Johannes Rydzek signe deux podiums à Val di Fiemme.

Les courses d'Otepää sont annulées par manque de neige. Elles ne sont pas reprogrammées. Lors de ce week-end de compétition, les premières courses féminines de l'histoire qui devaient lieu sur le même site sont également annulées.
Le 12 janvier 2018, les Norvégiens dominent le concours de saut. Jarl Magnus Riiber est premier devant Espen Andersen et Jørgen Graabak qui a douze secondes du leader. Derrière, Eero Hirvonen est à une trentaine de secondes et seulement 10 athlètes sont à moins d'une minute de la tête. Lors de la course de fond, les trois Norvégiens se regroupent et font la course ensemble. Derrière, un groupe de poursuivants composé d'Eero Hirvonen, d'Akito Watabe, de Johannes Rydzek et de Jan Schmid se forment à une trentaine de secondes de la tête de course,. À la fin du second tour, Fabian Rießle, Eric Frenzel et Lukas Klapfer rejoignent le groupe de poursuivants et Jarl Magnus Riiber est lâché du groupe de tête. Espen Andersen tient jusqu'au troisième tour mais il est finalement lâché par Jørgen Graabak qui s'impose en solitaire. Le groupe de poursuivants rattrapent Espen Andersen et se joue au sprint la deuxième place. Johannes Rydzek termine deuxième devant Lukas Klapfer qui domine le leader du classement général, Jan Schmid, à la photo-finish.
Le lendemain, un team sprint est au programme. Les deux équipes d'Allemagne engagées — la première est composé de Johannes Rydzek et de Fabian Rießle et la seconde d'Eric Frenzel et de Vinzenz Geiger — dominent le concours de saut. Grâce au saut de Vinzenz Geiger à 131,5 mètres et au saut de 126 mètres d'Eric Frenzel, c'est l'équipe 2 qui est en tête avec 15 secondes d'avance sur l'équipe 1. La première équipe japonaise est à 17 secondes juste devant la seconde équipe autrichienne qui est à 19 secondes. Lors de la course de fond, les équipes allemandes et la première équipe japonaise se regroupent dès le début de la course. Derrière, l'équipe 2 autrichienne et la Finlande reviennent un temps à 10 secondes mais n'arrivent pas à rentrer sur le groupe de tête,. Au bout de 4,5 kilomètres, Yoshito Watabe est lâché et les deux équipes d'Allemagne se retrouvent seules devant. Derrière, l'équipe norvégienne et l'équipe 1 autrichienne reviennent sur les Japonais, sur l'équipe autrichienne 2 et sur l'équipe finlandaise. Dans le neuvième tour (la course compte dix tours de 1,5 kilomètre), Mikko Kokslien, Lukas Klapfer et Ilkka Herola accélèrent et ils lâchent les deux autres équipes. Devant, Vinzenz Geiger domine Johannes Rydzek dans la dernière ligne droite. Le Norvégien Magnus Moan domine Eero Hirvonen à la photo finish pour la troisième place.
Lors de la troisième course, Jarl Magnus Riiber domine, avec une marge importante, le concours de saut avec un saut à 131 mètres. Il dispose de 47 secondes sur son poursuivant le plus proche, l'Autrichien Mario Seidl. Le leader de la coupe du monde, Jan Schmid, est troisième à 56 secondes. Derrière les écarts sont faibles avec Vinzenz Geiger à une minute et 13 secondes, Akito Watabe une seconde après, Jørgen Graabak à une minute et 21 secondes.
Ilkka Herola et Espen Andersen ont été disqualifiés en raison de combinaisons non conformes. Lors de la course de fond, Jan Schmid revient rapidement sur Mario Seidl puis sur Jarl Magnus Riiber à la mi-course.Derrière un groupe de poursuivants d'une dizaine d'athlètes (notamment composé de Jorgen Graabak, Lukas Klapfer, Johannes Rydzek, Eero Hirvonen, Akito Watabe ou encore Fabian Rießle) est à une trentaine de secondes,. Dans le dernier tour, Jan Schmid lâche Jarl Magnus Riiber et s'impose en solitaire. Il s'agit de la troisième victoire de sa carrière, la première depuis 2012. Lukas Klapfer règle le sprint du groupe des poursuivants devant Fabian Rießle qui signe son trentième podium en coupe du monde.

#### Chaux-Neuve

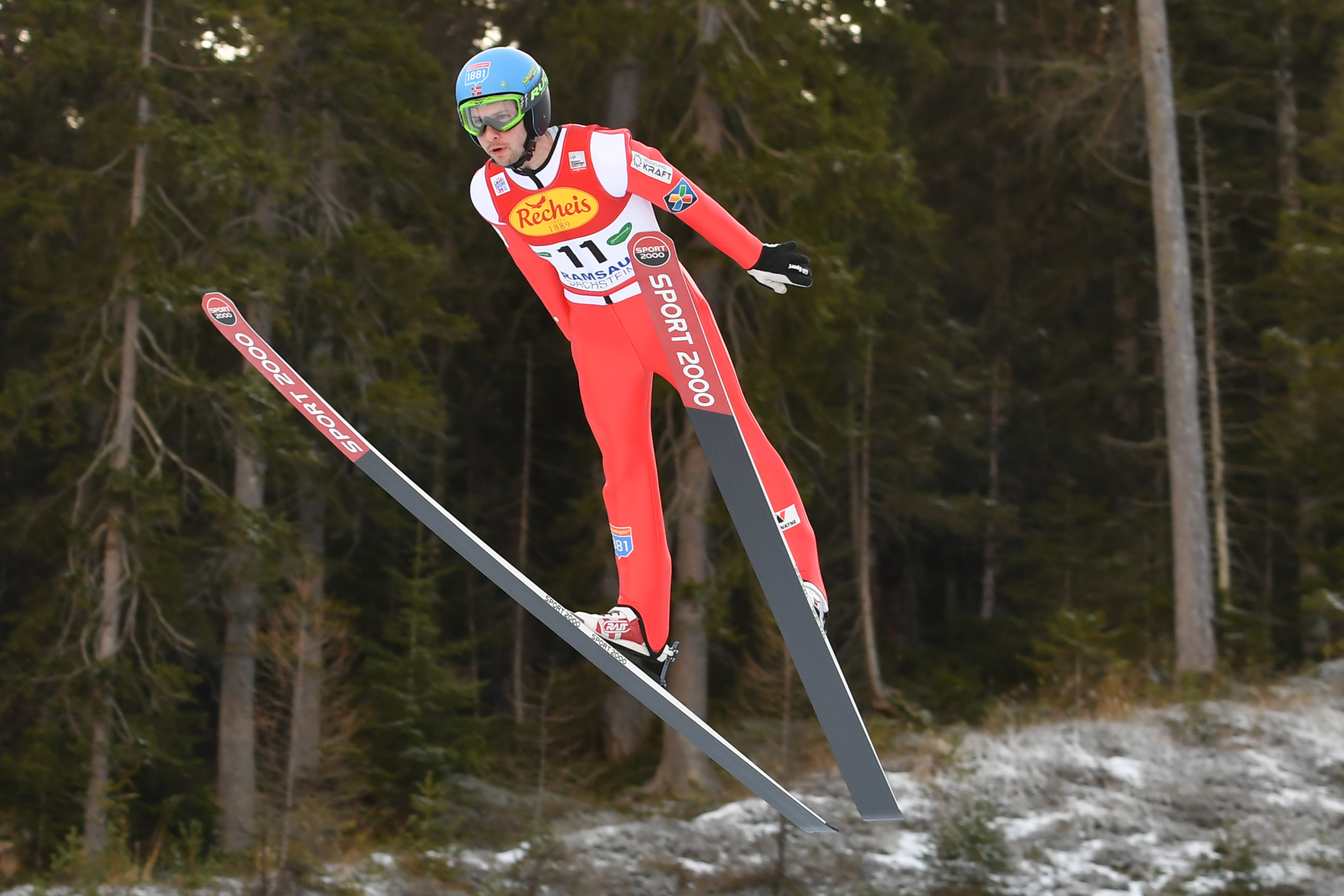
Jan Schmid remporte sa quatrième victoire individuelle en coupe du monde.

Akito Watabe domine le saut grâce à un saut de 118 mètres ce qui lui permet d'avoir 22 secondes d'avance sur Jarl Magnus Riiber qui a sauté cinq mètres de moins que le Japonais. Wilhelm Denifl est troisième à 26 secondes soit une seconde devant le leader de la coupe du monde, Jan Schmid. Derrière suivent deux Autrichiens Franz-Josef Rehrl à 38 secondes et Lukas Klapfer à 42 secondes. Les Allemands Johannes Rydzek, Fabian Rießle et Eric Frenzel se suivent à environ une minute et quinze secondes. La course de ski de fond se déroule dans le vent et sous la neige. Akito Watabe part seul en tête et il est rejoint vers le cinquième kilomètre par Jan Schmid. Les deux athlètes restent ensemble jusqu'à la fin de la course et Jan Schmid l'emporte au sprint. Derrière, Ilkka Herola domine Lukas Klapfer et il signe son deuxième podium en coupe du monde. Jørgen Graabak règle le sprint du groupe des principaux favoris.
Le lendemain, une épreuve par équipe est au programme. Les conditions climatiques ne pas très bonnes ; il neige et il y a du vent. L'épreuve de saut est dominée par la Norvège. Les quatre athlètes Norvégiens, Jan Schmid, Jarl Magnus Riiber, Espen Andersen et Jørgen Graabak ont tous sauté au-delà des 100 mètres. Jarl Magnus Riiber a réussi la meilleure performance du jour — à égalité avec Ilkka Herola — avec un saut à 115 mètres. Un temps deuxième, l'Autriche rétrograde de la septième place en raison de la disqualification, pour combinaison non conforme, de Wilhelm Denifl. Par conséquent, la Finlande se retrouve à le deuxième place mais à une minute et trois secondes. La France, à domicile, est troisième devant l'Allemagne et le Japon. Lors de la course de fond, la Norvège fait la course en tête et n'est jamais rattrapé. Derrière, trois pays se joue le podium, la Finlande, la France et l'Allemagne. Dans le troisième relais, Maxime Laheurte est distancé par Johannes Rydzek et Ilkka Herola. Le quatrième relayeur français, Jason Lamy-Chappuis ne peut pas revenir et la France termine 4e. Vinzenz Geiger domine Eero Hirvonen lors du sprint pour la deuxième place. Il s'agit du premier podium de la Finlande dans une épreuve par équipe depuis Val di Fiemme en 2007.

#### Seefeld

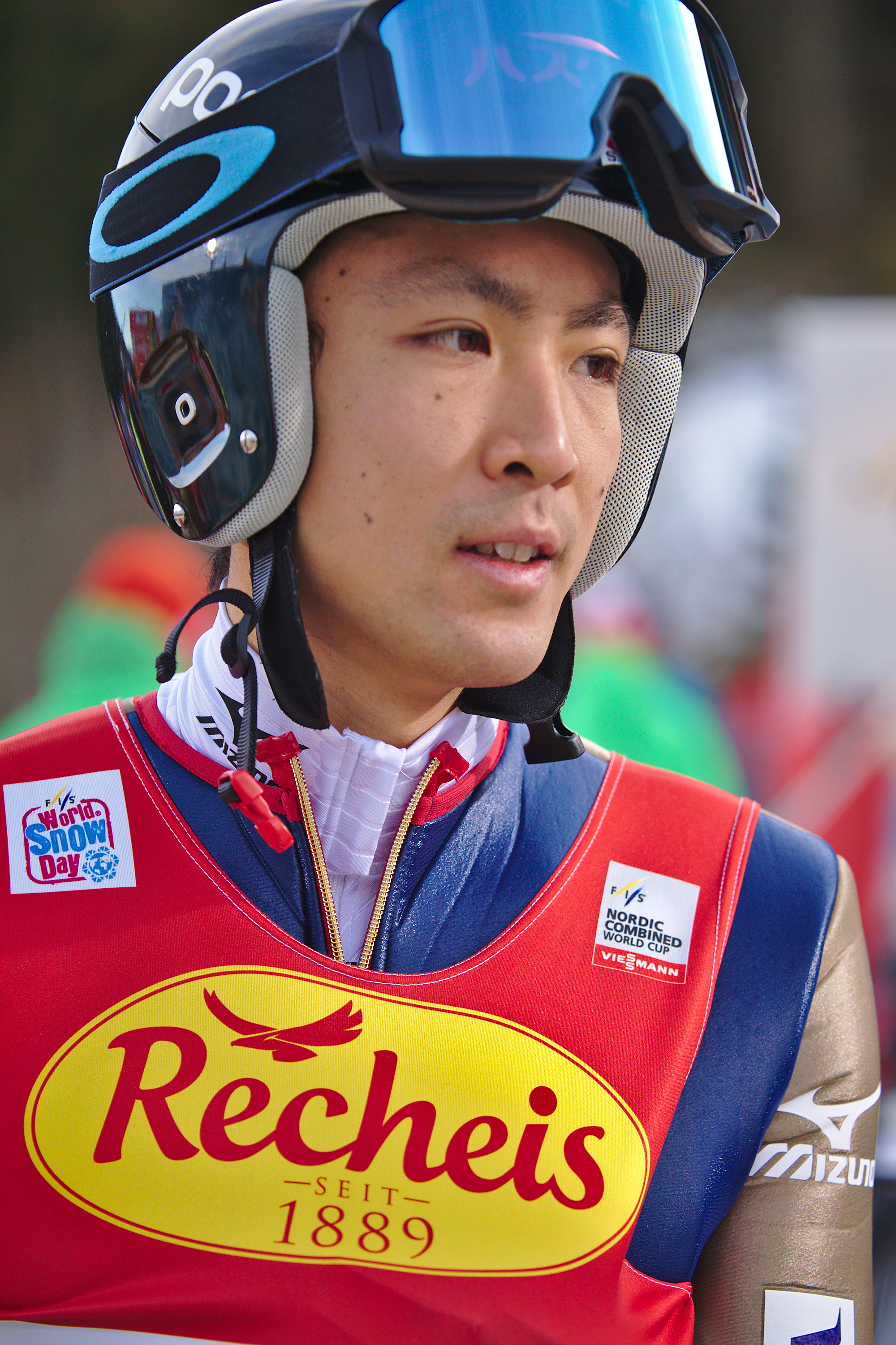
Akito Watabe remporte deux courses à Seefeld.

Le 26 janvier 2018 débute la cinquième édition du « Seefeld Triple » l'un des temps forts de la saison. Jarl Magnus Riiber domine le concours de saut grâce à un saut de 108,5 mètres. Il devance de 21 secondes sur le Japonais Akito Watabe qui a sauté à 104,5 mètres et 34 secondes sur le leader du classement général Jan Schmid. Celui-ci a sauté à 106,5 mètres mais avec des conditions plus favorable que le Japonais. Derrière, Yoshito Watabe est quatrième à 57 secondes juste devant Kristjan Ilves et Fabian Rießle. Eric Frenzel, recordman de victoire à Seefeld, est un peu plus loin à une minute et 21 secondes. Jørgen Graabak est à une seconde de l'Allemand. Le Polonais Wojciech Marusarz a chuté à la réception de son saut et ne participe pas à la course de fond. L'Autrichien, Thomas Jöbstl, est disqualifié en raison d'une combinaison non conforme. Lors de la course de fond, Akito Watabe revient sur Jarl Magnus Riiber dans le milieu du dernier tour. Le Japonais l'emporte au sprint devant le Norvégien,. Derrière, Jan Schmid, un temps revenu à quatre secondes du Japonais s'effondre en fin de course et termine 4e à plus de trente secondes du Japonais. Fabian Rießle qui a réalisé une bonne performance sur le ski le double pour la troisième marche du podium en toute fin de course,.
Le lendemain, Akito Watabe est en tête à l'issue du concours de saut grâce à un saut de 106 mètres et de très bonnes notes des juges ainsi qu'en raison de l'écart de temps réalisé lors de la course de la veille. Il devance Jarl Magnus Riiber de 25 secondes qui a sauté de 104,5 mètres. Fabian Rießle qui a sauté à 99,5 mètres est troisième mais à une minute et 24 secondes. Yoshito Watabe est quatrième devant Jan Schmid, Espen Andersen et Vinzenz Geiger. Lors de la course de fond, Akito Watabe fait la course seul en tête et creuse l'écart tout au long de la course. Derrière, Jarl Magnus Riiber parvient à résiste jusqu'au dernier kilomètre où il est doublé par l'Allemand, Vinzenz Geiger. Celui-ci a fait la course au sein d'un groupe constitué de Jan Schmid, d'Espen Andersen, de Fabian Riessle qu'il a réussi à lâcher en fin de course.
Lors de la troisième et dernière journée de compétition, Akito Watabe est en tête à l'issue du saut. Celui-ci a réalisé deux sauts à 103 mètres et 104 mètres ce qui, en plus du report des deux courses précédentes, lui permet de disposer de 42 secondes d'avance sur Jarl Magnus Riiber. Jan Schmid est troisième mais à deux minutes et 20 secondes. Wilhelm Denifl est quatrième à six secondes de Jan Schmid grâce à un concours de saut très réussi. Lors de la course de fond, Akito Watabe fait la course seul et l'emporte en solitaire. Jarl Magnus Riiber part du temps sur le Japonais mais il conserve sa deuxième place avec près de 30 secondes d'avance. Derrière, Wilhelm Denifl n'a pas réussi à rejoindre Jan Schmid parti 6 secondes avant lui. L'Autrichien est repris par Fabian Riessle puis par un groupe de poursuivants emmenés par Jørgen Graabak, Eero Hirvonen et Eric Frenzel. Fabien Riessle reprend Jan Schmid à deux kilomètres de l'arrivée puis les athlètes sont rejoints par le groupe de poursuivants. La troisième place se joue entre ces athlètes et Fabian Riessle domine Vinzenz Geiger à la photo-finish. Jan Schmid termine 7e et il perd son maillot jaune de leader de la coupe du monde au profit d'Akito Watabe.

#### Hakuba

Le Stade de saut à ski de Hakuba.

Parmi les athlètes bien classé au classement général, seul Akito Watabe et Jan Schmid font le déplacement au Japon. Akito Watabe est premier à l'issue du concours de saut grâce à un saut de 130,5 mètres. Il devance de 16 secondes l'Estonien Kristjan Ilves qui a réalisé le plus long saut du jour à 132 mètres. Manuel Faisst est troisième à 52 secondes suivi par Jan Schmid qui est à une minute et 8 secondes. Lors de la course de fond, Akito Watabe fait la course en solitaire et s'impose. Derrière, Kristjan Ilves ne peut résister au retour de Manuel Faisst puis de Jan Schmid. Le Norvégien lâche l'Allemand en fin de course et termine deuxièmee. Kristjan Ilves parvient à conserver la quatrième place devant Espen Bjørnstad. Pour ces deux athlètes, il s'agit du meilleur résultat de leur carrière.
Le lendemain, Kristjan Ilves est en tête à l'issue du concours de saut. Il devance le Japonais Yuto Nakamura qui a réalisé 126 mètres et Harald Johnas Riiber qui a réalisé le plus long saut du jour à 127 mètres. Les deux favoris du jour, Jan Schmid et Akito Watabe, sont plus loin à 1 minute et 14 secondes et 1 minute et 17 secondes,. Lors de la course, Kristjan Ilves fait la course en tête jusqu'à la dernière montée de la course. Derrière, Jan Schmid mène la poursuite avec Akito Watabe et Tomas Portyk. Kristjan Ilves dispose encore de 15 secondes d'avance sur le trio à 900 mètres de l'arrivée mais Jan Schmid attaque puis rattrape l'Estonien et s'impose. Celui-ci s'accroche au Norvégien et parvient à conserver la deuxième place. Il s'agit de son premier podium en coupe du monde et la meilleure performance en coupe du monde d'un athlète estonien. Pour la troisième, Akito Watabe devance à la photo-finish Tomas Portyk. Le Japonais conserve le maillot jaune de leader du classement général mais il ne compte plus que 20 points d'avance sur le Norvégien,.

#### Lahti

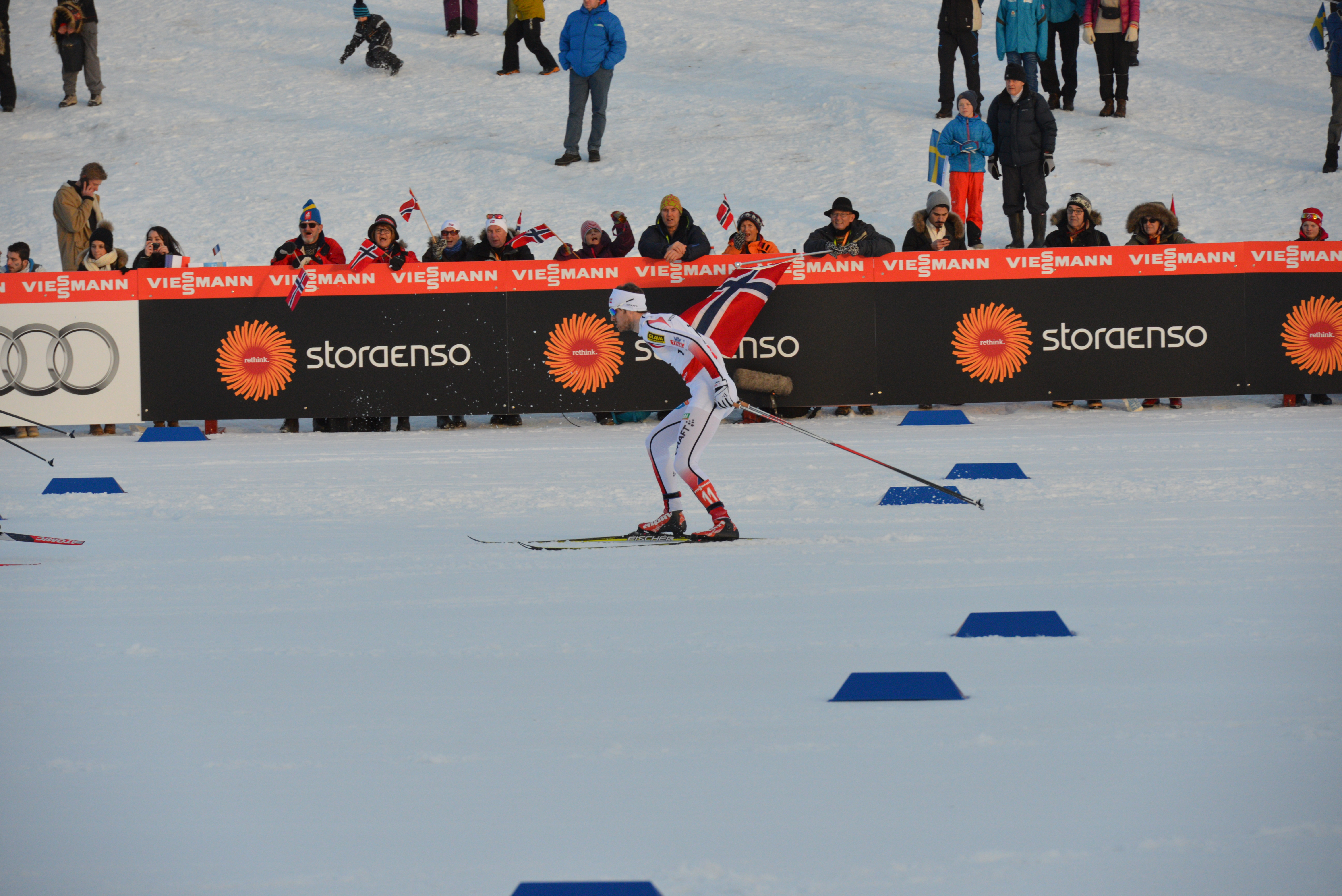
Jørgen Graabak signe deux podiums à Lahti

Interrompue un mois en raison des Jeux olympiques, la coupe du monde reprend à Lahti. La première course de Lahti est un sprint par équipes. Lors du concours de saut, la deuxième équipe d'Autriche composée de Franz-Josef Rehrl et Lukas Greiderer. Ils ont sauté respectivement à 127,5 mètres et 130 mètres ce qui leur permet de disposer de 25 secondes d'avance sur leurs poursuivants. L'équipe première norvégienne composé de Jørgen Graabak et de Jan Schmid est deuxième devant la première équipe finlandaise qui est à 37 secondes. La seconde équipe autrichienne et la seconde équipe Japonaise sont à 38 secondes. Les deux équipes allemandes sont 7e à une minute et 4 secondes et 10e à une minute et 28 secondes. Lors de la course de ski de fond, un regroupement s'opère avec les deux équipes autrichiennes, la Finlande et la Norvège. Par contre, les deux équipes allemandes, ne parviennent pas à rentrer sur les quatre équipes de tête. Dans le avant-dernier relais, Jan Schmid et Eero Hirvonen se détachent mais Wilhelm Denifl parvient à rentrer avec difficulté. Dans le dernier tour, Ilkka Herola chute dans la dernière descente et Jørgen Graabak se trouve gêner par le Finlandais. Bernhard Gruber en profite et s'impose. Jørgen Graabak permet à la Norvège de prendre la deuxième place devant la Finlande.
Le lendemain, Akito Watabe domine le concours de saut avec un saut à 130,5 mètres. Ce saut lui permet de compter 142,3 points et 20 secondes d'avance sur le Norvégien Jørgen Graabak qui a sauté à 128,5 metres et sur l'Autrichien Wilhelm Denifl qui a sauté à 129 mètres,. Eero Hirvonen, François Braud, Espen Andersen et Johannes Rydzek s'élancent quelques secondes plus tard,. Jan Schmid, deuxième du classement général de la compétition est à près d'une minute et 30 secondes du Japonais. Eric Frenzel est encore plus loin et il débute la course de ski de fond avec une dizaine de secondes de retard sur le Norvégien. Lors de la course de ski de fond, Akito Watabe parvient à garder la tête pendant deux tours avant d'être rejoint par un groupe de huit athlètes. Ce groupe de neuf athlètes reste en semble jusqu'au huitième kilomètre. À ce moment-là, Johannes Rydzek place une accélération et il est suivi par Eero Hirvonen. Quelques mètres plus tard, Jørgen Graabak et Vinzenz Geiger reviennent sur les deux hommes et la victoire se joue au srpint. Johannes Rydzek l'emporte devant Vinzenz Geiger, Eero Hirvonen, Jørgen Graabak et Akito Watabe.

#### Oslo

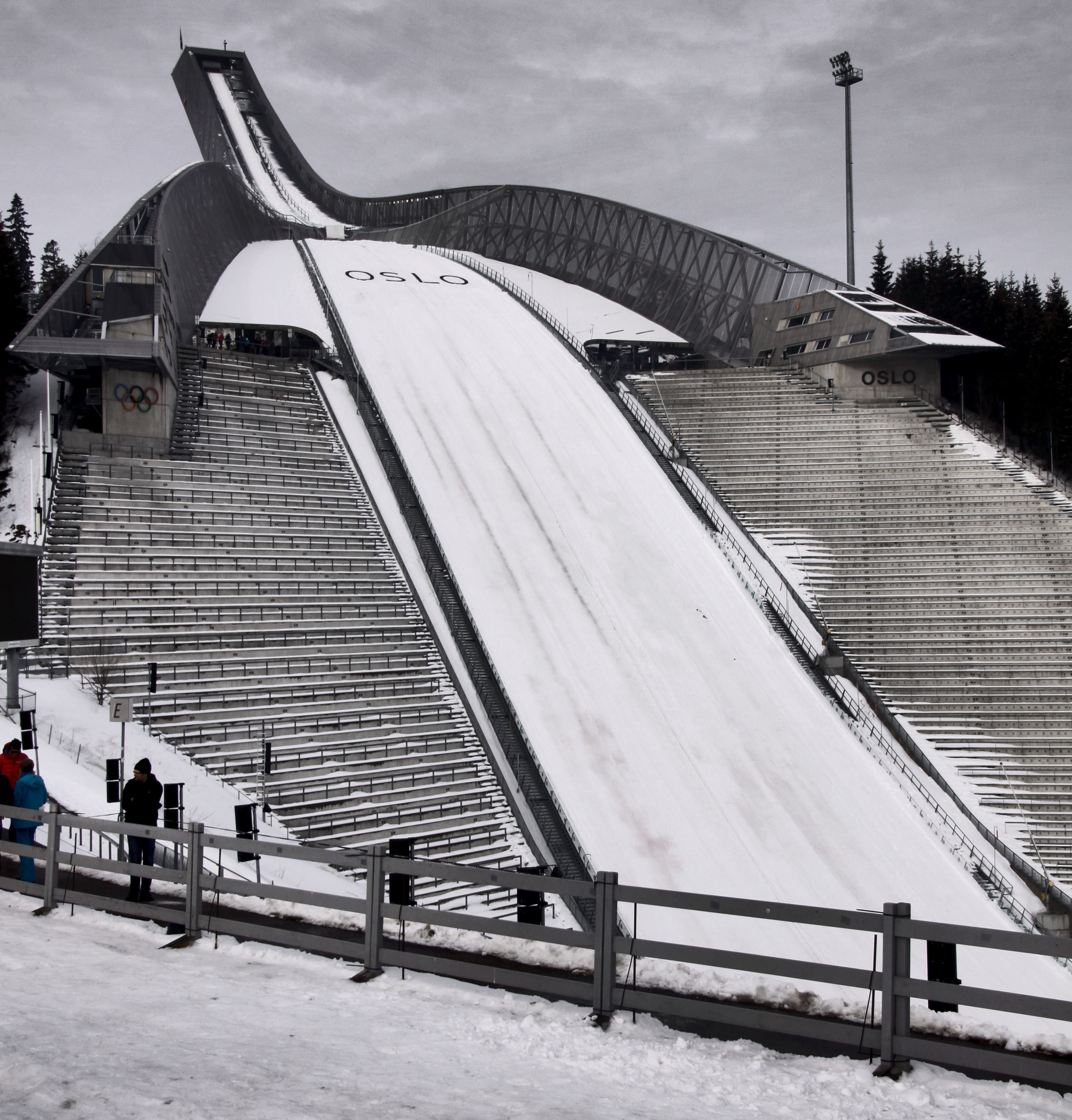
Le tremplin d'Holmenkollen.

La course d'Holmenkollen est disputée dans le cadre du traditionnel Festival de ski d'Holmenkollen. Jarl Magnus Riiber domine le concours de saut en raison d'un saut à 132 mètres. Il devance le leader du classement général, le Japonais Akito Watabe, triple vainqueur à Holmenkollen de 28 secondes. L'Autrichien, Mario Seidl grâce à un saut à 131 mètres est troisième à 43 secondes. Manuel Faisst et Jan Schmid sont à quelques secondes de l'Autrichien. Derrière, des fondeurs rapides ne sont pas très loin comme Lukas Klapfer et Fabian Riessle respectivement à 57 secondes et une minute et 3 secondes du leader. D'autres athlètes comme Eero Hirvonen, Eric Frenzel ou Johannes Rydzek sont à plus d'une minute et 30 secondes du leader. Lors de la course de ski de fond, Jarl Magnus Riiber mène les 4 premiers kilomètres avant d'être rejoint par Akito Watabe,. Au 7e kilomètre, le Japonais lâche le Norvégien et il parvient à l'emporter en solitaire,. Derrière un groupe de poursuivants notamment composé de Fabian Rießle, Manuel Faißt, Jan Schmid, Mario Seidl ou encore Franz-Josef Rehrl rattrape Jarl Magnus Riiber dans le dernier tour. Fabian Rießle attaque dans la dernière montée et parvient à prendre la deuxième place. Mario Seidl domine Jan Schmid et Jarl Magnus Riiber lors du sprint pour la troisième place. Mikko Kokslien termine le jour de son 33e anniversaire à la 25e pour la dernière course de sa carrière,.

#### Trondheim

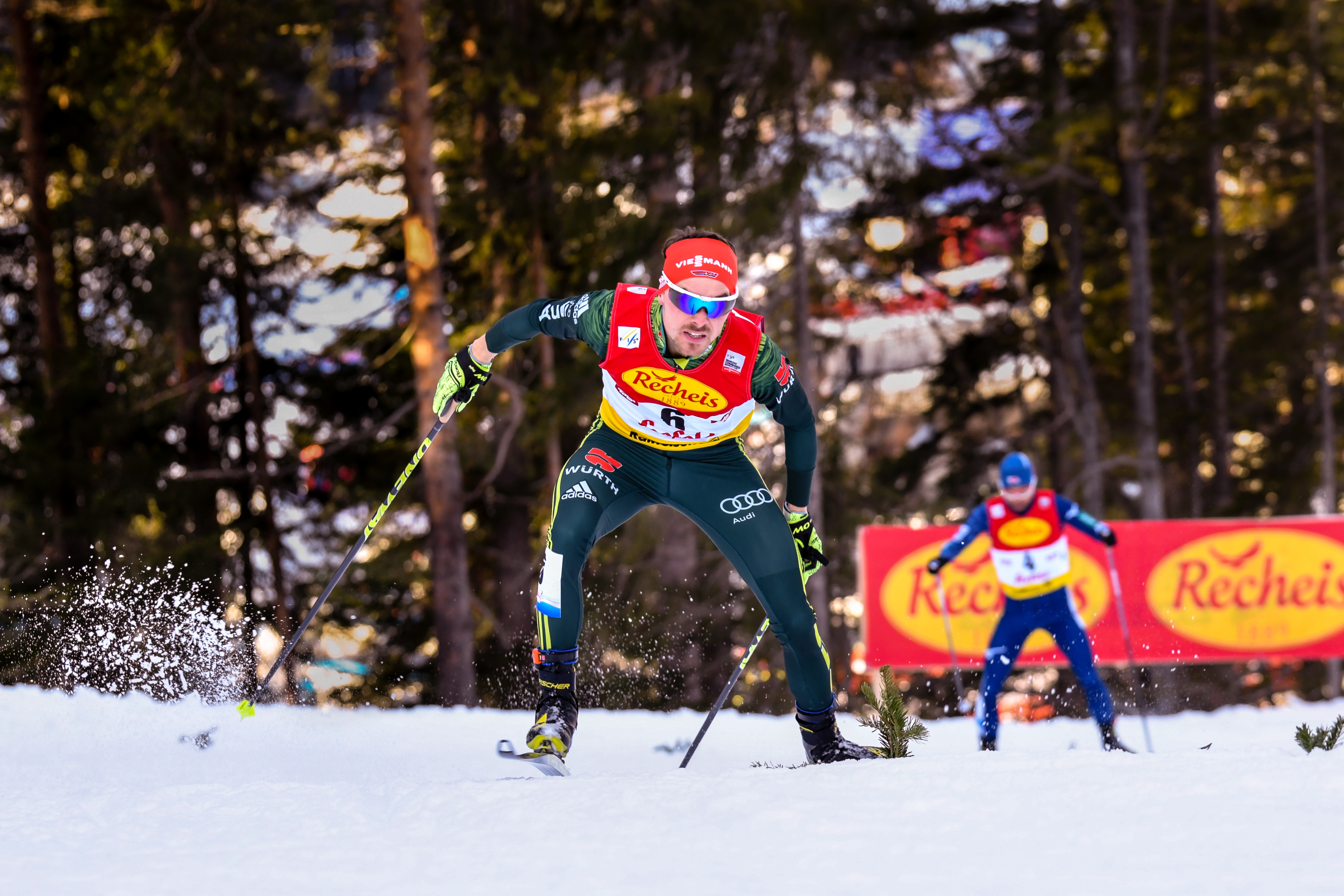
Fabian Riessle signe à Trondheim sa septième victoire en coupe du monde.

Quelques jours plus tard, deux courses ont lieu à Trondheim. Le concours de saut de la première course est dominé par Akito Watabe. Celui-ci réalise un saut à 132 mètres ce qui lui permet de compter 139,5 points soit 12 secondes d'avance sur le second. Les Autrichiens, Franz-Josef Rehrl et Mario Seidl, sont deuxième et troisième grâce à des sauts à 135 mètres. Le champion olympique, Eric Frenzel est quatrième à 27 secondes et il devance de deux secondes Go Yamamoto et de trois secondes Jarl Magnus Riiber. Les Norvégiens, Jørgen Graabak, Magnus Krog et Jan Schmid sont un peu plus loin. Lors de la course de ski de fond, Eric Frenzel rattrape les deux autrichiens Franz-Josef Rehrl et Mario Seidl puis Akito Watabe à la mi-course,. Après le retour d'Eric Frenzel, Akito Watabe mène le duo et l'allemand ne prend pas de relais. Lors de la dernière montée, l'Allemand attaque et l'emporte. Il s'agit de la 43e victoire de l'Allemand en coupe du monde et il se rapproche du record de 48 victoires d'Hannu Manninen. Akito Watabe prend la deuxième place et creuse son avance au classement général de la compétition. Derrière un groupe de 11 athlètes se bat pour le podium. En fin de course, Jørgen Graabak attaque mais il est suivi par les Allemands Fabian Riessle et Johannes Rydzek. Finalement Fabian Riessle prend la troisième place au sprint devant son compatriote et le Norvégien.
Le lendemain, le Japonais Go Yamamoto domine le concours de saut avec un saut de 133 mètres. Il devance de 12 secondes le Norvégien Jarl Magnus Riiber qui sauté à 137,5 mètres mais qui a obtenu des notes de styles moins élevé,. Franz-Josef Rehrl est troisième à 18 secondes. Le Norvégien, Sindre Ure Søtvik est quatrième à 35 secondes juste devant le Japonais Akito Watabe. Derrière des fondeurs rapides tels que Fabian Riessle, Bryan Fletcher, Magnus Krog ou encore Eero Hirvonen sont aux alentours de la minute. Eric Frenzel, vainqueur la veille, est disqualifié en raison d'une combinaison non conforme. Lors de la course de ski de fond, un regroupement s'opère en tête de la course avec les Japonais Go Yamamoto et Akito Watabe, ainsi que l'Autrichien Franz-Josef Rehrl et le Norvégien Jarl Magnus Riiber. Dans le deuxième tour, le groupe de tête compte 14 secondes sur un groupe de poursuivants composé de fondeurs rapides. Dans le troisième et dans le quatrième tour, Fabian Riessle puis Jan Schmid, Eero Hivonen ou encore Bryan Fletcher font la jonction avec le groupe de tête. Dans la dernière montée, Fabian Riessle attaque et remporte sa septième victoire en coupe du monde. Derrière, Jarl Magnus Riiber bat Eero Hirvonen pour la deuxième place. Bryan Fletcher termine 7e pour sa dernière course.

#### Klingenthal

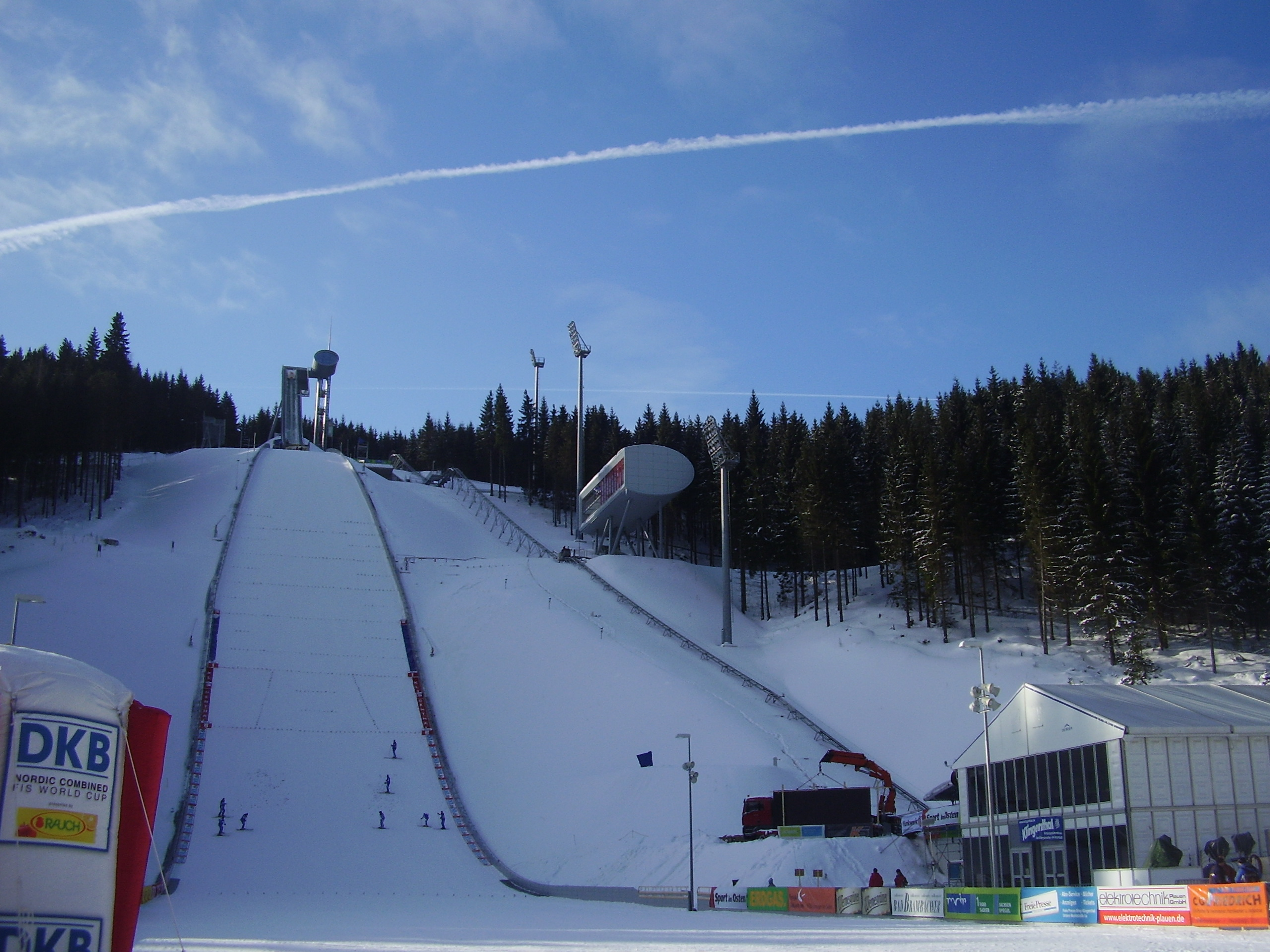
La Vogtland Arena

L'Allemand Fabian Riessle remporte les deux courses de Klingenthal,. Lors de la première course, l'Allemand domine le concours de saut avec un saut à 139,5 mètres. Akito Watabe qui a sauté à 137 mètres est deuxième à 21 secondes. Eero Hirvonen qui a réalisé le plus long saut du jour à 142,5 mètres est troisième à 25 secondes. Dix athlètes sont à moins d'une minute du leader dont les Allemands, Eric Frenzel, Johannes Rydzek et Manuel Faisst ainsi que Jan Schmid et Ilkka Herola. Lors de la course de ski de fond, Fabian Riessle fait la course en tête et n'a pas inquiété de la course. Derrière, Akito Watabe et Eero Hirvonen font la course ensemble jusqu'au septième kilomètre où ils sont rejoints par Eric Frenzel et Johannes Rydzek. Dans le dernier tour, Eero Hirvonen lâche les autres athlètes et termine deuxième. Akito Watabe et Johannes Rydzek lâchent Eric Frenzel et ils se disputent le podium.Dans la dernière descente, Johannes Rydzek chute et Akito Watabe prend la troisième place du podium,.
Le lendemain, le concours de saut ne peut pas avoir lieu en raison du vent. Par conséquent, c'est le saut de réserve disputé deux jours plus tôt qui est utilisé. Celui-ci avait été dominé par Akito Watabe avec un saut à 134 mètres. Il devance de 18 secondes le Norvégien Jan Schmid qui a sauté à 131 mètres,. Derrière, les Allemands, Fabian Riessle et Johannes Rydzek sont troisième et quatrième respectivement à 36 secondes et 46 secondes. Ces quatre athlètes sont les favoris pour le podium. Derrière, il y a quatre Autrichiens, Go Yamamoto, Manuel Faisst et Jørgen Graabak qui sont tous environ une minute de retard sur le leader. Lors de la course de fond, Johannes Rydzek et Fabian Riessle font la course ensemble,. Ils parviennent à revenir sur Jan Schmid au quatrième kilomètre et les trois athlètes reviennent sur Akito Watabe dans le dernier tour. Quelques mètres plus tard, le Norvégien est distancé. Akito Watabe mène le trio dans la dernière montée du parcours mais il est dépassé par les deux allemands qui se jouent la victoire au sprint. Fabian Riessle l'emporte devant son compatriote et Akito Watabe prend la troisième place ce qui lui permet de remporter pour la première fois le classement général de la coupe du monde. En effet, il ne peut plus être rejoint par son dauphin, Jan Schmid, qui termine quatrième de la course. Derrière, un groupe de cinq athlètes s'est formé avec trois Autrichiens, Manuel Faisst et Jørgen Graabak. Le Norvégien règle le sprint de ce groupe et prend la cinquième place.

#### Schonach
Le premier jour de compétition compte pour la Coupe de la Forêt-Noire. Le concours de saut a lieu dans des conditions difficiles et c'est le Norvégien Jarl Magnus Riiber qui l'emporte grâce à un saut à 103,5 mètres. Cependant il n'a pas réussi à poser un télémark à la réception de saut ce qui le pénalise dans les notes de style qu'il obtient. Il devance de 7 secondes le Japonais Go Yamamoto qui a sauté à 101 mètres. L'Autrichien, Mario Seidl est troisième mais à 40 secondes. Il devance de deux secondes son compatriote Franz-Josef Rehrl et les Japonais, Yoshito Watabe et Takehiro Watanabe. Bernhard Gruber et Akito Watabe sont à une minute et quatre secondes alors que l'Allemand, Fabian Riessle est à une minute et quinze secondes. Jan Schmid, deuxième au classement général, est 41e à plus de deux minutes. Lors de la course de fond, Jarl Magnus Riiber et Go Yamamoto font la course en tête jusqu'au sixième kilomètre où ils sont rejoints par un groupe de trois athlètes composé de Bernhard Gruber, Akito Watabe et de Mario Seidl. Go Yamamoto est rapidement distancé et ils ne sont plus que quatre en tête. Au début du dernier tour, Mario Seidl est lâché puis Akito Watabe attaque et l'emporte. Jarl Magnus Riiber domine Bernhard Gruber au sprint et prend la deuxième place. Il s'agit de la seizième victoire d'Akito Watabe en coupe du monde et du premier podium de Bernhard Gruber de l'hiver. Derrière, Mario Seidl prend la quatrième place et Jørgen Graabak domine Ilkka Herola pour la cinquième place.
Le lendemain, un 15 kilomètres précédé de deux sauts est programmé pour la dernière course de la saison,,. Seul 30 athlètes participent à cette course. Comme souvent lors de cet hiver, le concours de saut est dominé par Jarl Magnus Riiber et Akito Watabe. Le Norvégien qui a sauté à 101,5 mètres puis à 107 mètres dispose de 9 secondes d'avance sur le Japonais qui a sauté à 97 mètres et 102,5 mètres. Derrière, l'écart est important et Yoshito Watabe est troisième mais à 54 secondes. Il devance de quatre secondes l'Allemand Fabian Riessle. Derrière, des skieurs rapides comme Eero Hirvonen ou Bernhard Gruber sont à plus d'une minute et 30 secondes. Jan Schmid, Eric Frenzel et Johannes Rydzek sont à plus de deux minutes. Lors de la course de ski de fond, Jarl Magnus Riiber et Akito Watabe font la course ensemble, ne pas rejoint et le Japonais s'impose au sprint devant le Norvégien. Il s'agit de la dix-septième victoire du Japonais et du onzième podium du Norvégien. Derrière, Fabian Riessle, un temps revenu à 13 secondes termine finalement à 48 secondes. Derrière, Jørgen Graabak règle le sprint du groupe de poursuivants. Lukas Greiderer prend la cinquième place. Jan Schmid prend la sixième place ce qui lui permet de terminer deuxième au classement général de la compétition.

### Bilan de la compétition

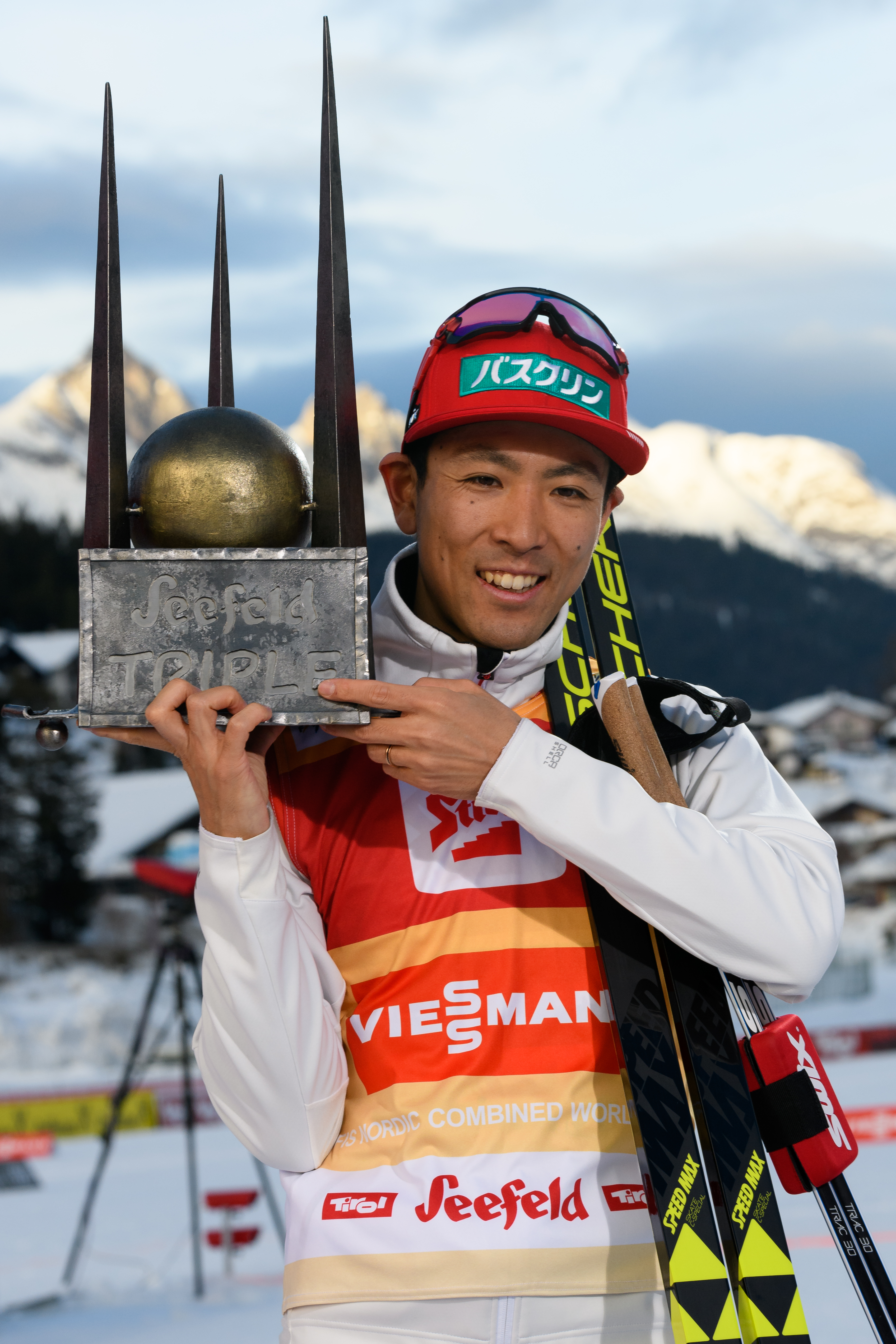
Akito Watabe remporte pour la première fois le classement général de la compétition

Le classement général de la compétition est remporté pour la première fois par le Japonais Akito Watabe. Il s'agit de sa première victoire dans le classement général après six podiums consécutifs,. Il est le premier Japonais à remporter la compétition depuis Kenji Ogiwara en 1995. Akito WAtabe remporte également le classement du meilleur sauteur qui est attribué pour la première fois. Le classement du meilleur skieur est remporté par l'Italien, Alessandro Pittin.
Akito Watabe est l'athlète qui a remporté le plus de courses de la saison. Il remporte huit courses et il devance Fabian Riessle qui compte quatre victoires et Jan Schmid qui en compte trois. Le Japonais est également l'athlète qui compte le plus de podiums. Il réalise en effet 14 podiums en 26 courses. La Norvège domine la coupe des Nations.
Depuis 2016, une cérémonie de remise de récompenses a lieu après la dernière course de la saison. Akito Watabe est couronné « Athlète de la saison » avec huit victoires en coupe du monde, le classement général ainsi qu'une médaille olympique. L'« espoir de la saison » est Vinzenz Geiger, champion olympique en relais, qui a devancé de justesse Eero Hirvonen qui a remporté plusieurs podiums en coupe du monde. Le « moment de l'année » est le triplé olympique réalisé par Johannes Rydzek, Fabian Riessle et Eric Frenzel. Enfin, leur coach, Hermann Weinbuch est couronné « entraîneur de l'année ».
En décembre 2017, Tobias Haug qui à son actif un podium en Team Sprint avec Tino Edelmann en 2016 décide d'arrêter sa carrière à 24 ans. Il évoque ces précédentes chutes en saut à ski comme étant à l'origine de cette décision. L'Autrichien, Fabian Steindl arrête également sa carrière à 23 ans pour des raisons similaires. Ivan Panine annonce sa retraite en début d'année 2018. Le 10 mars 2018, Mikko Kokslien prend sa retraite après la course d'Holmenkollen. Quelques jours plus tard, Bryan Fletcher prend sa retraite à Trondheim. Hannu Manninen, lauréat de la médaille Holmenkollen, Björn Kircheisen, Adam Loomis, Ben Berend et Jason Lamy-Chappuis prennent également leur retraite,,.
L'entraîneur de l'équipe de France, Jérôme Laheurte, quitte son poste. Ivar Stuan reste l'entraîneur en chef Norvégien assisté par Kristian Hammer et Peder Sandell. Cependant, les relations ayant été compliquées au cours de la saison, Magnus Moan est écarté de l'équipe norvégienne pour l'été et l'automne 2018. L'Italie change également d'entraîneur et Björn Kircheisen est nommé entraîneur de l'équipe B allemande,.

## Classement général

### Classement individuel
| Rang | Nom                | Points |
| ---- | ------------------ | ------ |
| 01.  | Akito Watabe       | 1 495  |
| 02.  | Jan Schmid         | 1 133  |
| 03.  | Fabian Riessle     | 1 087  |
| 04.  | Johannes Rydzek    | 0849   |
| 05.  | Jørgen Graabak     | 0830   |
| 06.  | Eero Hirvonen      | 0755   |
| 07.  | Jarl Magnus Riiber | 0669   |
| 08.  | Eric Frenzel       | 0622   |
| 09.  | Espen Andersen     | 0593   |
| 10.  | Ilkka Herola       | 0500   |
| 11.  | Mario Seidl        | 0494   |
| 12.  | Vinzenz Geiger     | 0471   |
| 13.  | Wilhelm Denifl     | 0466   |
| 14.  | Lukas Klapfer      | 0427   |
| 15.  | Manuel Faisst      | 0388   |
| 16.  | Lukas Greiderer    | 0326   |
| 17.  | François Braud     | 0321   |
| 18.  | Franz-Josef Rehrl  | 0278   |
| 19.  | Kristjan Ilves     | 0264   |
| 20.  | Go Yamamoto        | 0261   |
| 21.  | Yoshito Watabe     | 0239   |
| 22.  | Maxime Laheurte    | 0238   |
| 23.  | Björn Kircheisen   | 0235   |
| 24.  | Alessandro Pittin  | 0234   |
| 25.  | Antoine Gérard     | 0214   |

| Rang | Nom                  | Points |
| ---- | -------------------- | ------ |
| 26.  | Bernhard Gruber      | 213    |
| 27.  | Tomas Portyk         | 196    |
| 28.  | Magnus Krog          | 171    |
| 29.  | Bryan Fletcher       | 167    |
| 30.  | Magnus Moan          | 161    |
| 31.  | Terence Weber        | 159    |
| 32.  | Espen Bjørnstad      | 116    |
| 33.  | Hideaki Nagai        | 114    |
| 34.  | Arttu Mäkiaho        | 096    |
| 35.  | Mikko Kokslien       | 087    |
| 35.  | Takehiro Watanabe    | 087    |
| 37.  | Taihei Katō          | 081    |
| 38.  | Tim Hug              | 075    |
| 39.  | Martin Fritz         | 072    |
| 40.  | Harald Johnas Riiber | 063    |
| 41.  | Sindre Ure Søtvik    | 040    |
| 42.  | Tobias Simon         | 038    |
| 43.  | Ernest Yahin         | 036    |
| 44.  | Marjan Jelenko       | 032    |
| 45.  | Szczepan Kupczak     | 029    |
| 45.  | David Welde          | 029    |
| 47.  | Leevi Mutru          | 028    |
| 47.  | David Pommer         | 028    |
| 49.  | Aguri Shimizu        | 026    |
| 50.  | Paweł Słowiok        | 025    |

| Rang | Nom                        | Points |
| ---- | -------------------------- | ------ |
| 51.  | Philipp Orter              | 23     |
| 51.  | Go Sonehara                | 23     |
| 53.  | Miroslav Dvořák            | 18     |
| 53.  | Bernhard Flaschberger      | 18     |
| 55.  | Jason Lamy-Chappuis        | 17     |
| 55.  | Hannu Manninen             | 17     |
| 57.  | Viktor Pasichnyk           | 15     |
| 58.  | Yuto Nakamura (de)         | 13     |
| 58.  | Truls Sønstehagen Johansen | 13     |
| 60.  | Paul Gerstgraser           | 11     |
| 61.  | Vid Vrhovnik               | 09     |
| 62.  | Ben Berend                 | 08     |
| 63.  | Adam Cieslar               | 07     |
| 63.  | Adam Loomis                | 07     |
| 63.  | Jens Lurås Oftebro         | 07     |
| 66.  | Dominik Terzer             | 06     |
| 66.  | Karl-August Tiirmaa        | 06     |
| 66.  | Raffaele Buzzi             | 06     |
| 66.  | Hisaki Nagamine (de)       | 06     |
| 70.  | Thomas Jöbstl              | 05     |
| 71.  | Taylor Fletcher            | 02     |
| 71.  | Christian Deuschl (de)     | 02     |
| 73.  | Viacheslav Barkov          | 01     |
| 73.  | Atte Korhonen (de)         | 01     |
| 73.  | Hidefumi Denda (de)        | 01     |

### Coupe des nations
| Rang | Nom        | Points |
| ---- | ---------- | ------ |
| 01.  | Norvège    | 5 033  |
| 02.  | Allemagne  | 4 903  |
| 03.  | Autriche   | 2 944  |
| 04.  | Japon      | 2 896  |
| 05.  | Finlande   | 2 247  |
| 06.  | France     | 1 515  |
| 07.  | Italie     | 0515   |
| 08.  | Estonie    | 0270   |
| 09.  | Tchéquie   | 0264   |
| 10.  | États-Unis | 0234   |
| 11.  | Pologne    | 0211   |
| 12.  | Suisse     | 075    |
| 13.  | Slovénie   | 041    |
| 14.  | Russie     | 037    |
| 15.  | Ukraine    | 015    |

## Résultats
|                                             |                                             |                                             |                 |                |                 |                      |
| 1re édition du Ruka Tour                    |                                             |                                             |                 |                |                 |                      |
| Étape                                       | Date                                        | Épreuve                                     | Vainqueur       | Deuxième       | Troisième       | Leader du classement |
| 1                                           | 24 novembre 2017                            | HS 142 - 5 km                               | Espen Andersen  | Jan Schmid     | Akito Watabe    | Espen Andersen       |
| 2                                           | 25 novembre 2017                            | HS 142 - 10 km                              | Akito Watabe    | Eero Hirvonen  | Johannes Rydzek | Akito Watabe         |
| 3                                           | 26 novembre 2017                            | HS 142 - 10 km                              | Johannes Rydzek | Eric Frenzel   | Eero Hirvonen   | Akito Watabe         |
| 1re édition du Ruka Tour - Classement final | 1re édition du Ruka Tour - Classement final | 1re édition du Ruka Tour - Classement final | Akito Watabe    | Espen Andersen | Johannes Rydzek |                      |

| Étape | Date            | Épreuve                    | Vainqueur                                                                  | Deuxième                                                                   | Troisième                                                                       | Leader du classement |
| ----- | --------------- | -------------------------- | -------------------------------------------------------------------------- | -------------------------------------------------------------------------- | ------------------------------------------------------------------------------- | -------------------- |
| 4     | 2 décembre 2017 | Par équipe HS 100 - 4x5 km | Norvège- Jan Schmid - Espen Andersen - Jarl Magnus Riiber - Jørgen Graabak | Allemagne- Eric Frenzel - Johannes Rydzek - Vinzenz Geiger - Fabian Rießle | France- François Braud - Maxime Laheurte - Antoine Gérard - Jason Lamy-Chappuis |                      |
| 5     | 3 décembre 2017 | HS 138 - 10 km             | Espen Andersen                                                             | Jan Schmid                                                                 | Jørgen Graabak                                                                  | Espen Andersen       |

| Étape | Date             | Épreuve       | Vainqueur     | Deuxième          | Troisième     | Leader du classement |
| ----- | ---------------- | ------------- | ------------- | ----------------- | ------------- | -------------------- |
| 6     | 16 décembre 2017 | HS 96 - 10 km | Eric Frenzel  | Fabian Rießle     | Jan Schmid    | Espen Andersen       |
| 7     | 17 décembre 2017 | HS 96 - 10 km | Fabian Rießle | Alessandro Pittin | Eero Hirvonen | Jan Schmid           |

| Étape | Date           | Épreuve        | Vainqueur         | Deuxième          | Troisième         | Leader du classement |
| ----- | -------------- | -------------- | ----------------- | ----------------- | ----------------- | -------------------- |
| 8     | 6 janvier 2018 | HS 100 - 10 km | Épreuves annulées | Épreuves annulées | Épreuves annulées | Épreuves annulées    |
| 9     | 7 janvier 2018 | HS 100 - 10 km | Épreuves annulées | Épreuves annulées | Épreuves annulées | Épreuves annulées    |

| Étape | Date            | Épreuve                             | Vainqueur                                   | Deuxième                                     | Troisième                             | Leader du classement |
| ----- | --------------- | ----------------------------------- | ------------------------------------------- | -------------------------------------------- | ------------------------------------- | -------------------- |
| 10    | 12 janvier 2018 | HS 134 - 10 km                      | Jørgen Graabak                              | Johannes Rydzek                              | Lukas Klapfer                         | Jan Schmid           |
| 11    | 13 janvier 2018 | Sprint par équipe HS 134 - 2x7,5 km | Allemagne II- Eric Frenzel - Vinzenz Geiger | Allemagne I- Fabian Rießle - Johannes Rydzek | Norvège- Magnus Moan - Mikko Kokslien |                      |
| 12    | 14 janvier 2018 | HS 134 - 10 km                      | Jan Schmid                                  | Lukas Klapfer                                | Fabian Rießle                         | Jan Schmid           |

| Étape | Date            | Épreuve                    | Vainqueur                                                                  | Deuxième                                                                   | Troisième                                                            | Leader du classement |
| ----- | --------------- | -------------------------- | -------------------------------------------------------------------------- | -------------------------------------------------------------------------- | -------------------------------------------------------------------- | -------------------- |
| 13    | 20 janvier 2018 | HS 118 - 10 km             | Jan Schmid                                                                 | Akito Watabe                                                               | Ilkka Herola                                                         | Jan Schmid           |
| 14    | 21 janvier 2018 | Par équipe HS 118 - 4x5 km | Norvège- Jan Schmid - Espen Andersen - Jarl Magnus Riiber - Jørgen Graabak | Allemagne- Eric Frenzel - Fabian Rießle - Johannes Rydzek - Vinzenz Geiger | Finlande- Leevi Mutru - Arttu Mäkiaho - Ilkka Herola - Eero Hirvonen |                      |

|                                          |                 |                             |              |                    |                    |                      |
| Les Trois Jours du combiné nordique      |                 |                             |              |                    |                    |                      |
| Étape                                    | Date            | Épreuve                     | Vainqueur    | Deuxième           | Troisième          | Leader du classement |
| 15                                       | 26 janvier 2018 | HS 109 - 5 km               | Akito Watabe | Jarl Magnus Riiber | Fabian Rießle      | Jan Schmid           |
| 16                                       | 27 janvier 2018 | HS 109 - 10 km              | Akito Watabe | Vinzenz Geiger     | Jarl Magnus Riiber | Jan Schmid           |
| 17                                       | 28 janvier 2018 | HS 109 (deux sauts) - 15 km | Akito Watabe | Jarl Magnus Riiber | Fabian Rießle      | Akito Watabe         |
| Vainqueur des Trois Jours : Akito Watabe |                 |                             |              |                    |                    |                      |
|                                          |                 |                             |              |                    |                    |                      |

| Étape | Date           | Épreuve        | Vainqueur    | Deuxième       | Troisième     | Leader du classement |
| ----- | -------------- | -------------- | ------------ | -------------- | ------------- | -------------------- |
| 18    | 3 février 2018 | HS 134 - 10 km | Akito Watabe | Jan Schmid     | Manuel Faisst | Akito Watabe         |
| 19    | 4 février 2018 | HS 134 - 10 km | Jan Schmid   | Kristjan Ilves | Akito Watabe  | Akito Watabe         |

|                                                        |  |  |  |  |  |  |
| Pyeongchang Jeux olympiques de 2018 (10 au 25 février) |  |  |  |  |  |  |
|                                                        |  |  |  |  |  |  |

| Étape | Date        | Épreuve                             | Vainqueur                                  | Deuxième                             | Troisième                              | Leader du classement |
| ----- | ----------- | ----------------------------------- | ------------------------------------------ | ------------------------------------ | -------------------------------------- | -------------------- |
| 20    | 3 mars 2018 | Sprint par équipe HS 130 - 2x7,5 km | Autriche- Wilhelm Denifl - Bernhard Gruber | Norvège- Jan Schmid - Jørgen Graabak | Finlande- Eero Hirvonen - Ilkka Herola |                      |
| 21    | 4 mars 2018 | HS 130 - 10 km                      | Johannes Rydzek                            | Vinzenz Geiger                       | Jørgen Graabak                         | Akito Watabe         |

| Étape | Date         | Épreuve        | Vainqueur    | Deuxième       | Troisième   | Leader du classement |
| ----- | ------------ | -------------- | ------------ | -------------- | ----------- | -------------------- |
| 22    | 10 mars 2018 | HS 134 - 10 km | Akito Watabe | Fabian Riessle | Mario Seidl | Akito Watabe         |

| Étape | Date         | Épreuve        | Vainqueur      | Deuxième           | Troisième      | Leader du classement |
| ----- | ------------ | -------------- | -------------- | ------------------ | -------------- | -------------------- |
| 23    | 13 mars 2018 | HS 140 - 10 km | Eric Frenzel   | Akito Watabe       | Fabian Riessle | Akito Watabe         |
| 24    | 14 mars 2018 | HS 140 - 10 km | Fabian Riessle | Jarl Magnus Riiber | Eero Hirvonen  | Akito Watabe         |

| Étape | Date         | Épreuve        | Vainqueur      | Deuxième        | Troisième    | Leader du classement |
| ----- | ------------ | -------------- | -------------- | --------------- | ------------ | -------------------- |
| 25    | 17 mars 2018 | HS 140 - 10 km | Fabian Riessle | Eero Hirvonen   | Akito Watabe | Akito Watabe         |
| 26    | 18 mars 2018 | HS 140 - 10 km | Fabian Riessle | Johannes Rydzek | Akito Watabe | Akito Watabe         |

| Étape | Date         | Épreuve                     | Vainqueur    | Deuxième           | Troisième       | Leader du classement |
| ----- | ------------ | --------------------------- | ------------ | ------------------ | --------------- | -------------------- |
| 27    | 24 mars 2018 | HS 106 - 10 km              | Akito Watabe | Jarl Magnus Riiber | Bernhard Gruber | Akito Watabe         |
| 28    | 25 mars 2018 | HS 106 (deux sauts) - 15 km | Akito Watabe | Jarl Magnus Riiber | Fabian Riessle  | Akito Watabe         |